# Урожайновское сельское поселение (Советский район)
Урожайновское се́льское поселе́ние (укр. Урожайнівське сільське поселення, крымскотат. Фернгейн кой юрту) — муниципальное образование в восточной части Советского района Республики Крым России.
Административный центр — село Урожайное.

## География
Находится в степном Крыму, на побережье Сиваша.

## Население
| 2001  | 2014  | 2015  | 2016  | 2017  | 2018  | 2019  |
| ----- | ----- | ----- | ----- | ----- | ----- | ----- |
| 1598  | ↘1388 | ↗1389 | ↗1396 | ↘1389 | ↘1378 | ↘1366 |
| 2020  | 2021  |       |       |       |       |       |
| ↗1367 | ↗1458 |       |       |       |       |       |

## Состав сельского поселения
| № | Населённый пункт | Тип населённого пункта       | Население |
| - | ---------------- | ---------------------------- | --------- |
| 1 | Урожайное        | село, административный центр | ↘1119     |
| 2 | Присивашное      | село                         | ↘269      |

## История
В 1935 году был образован Урожайновский сельский совет.
Статус и границы Урожайновского сельского поселения установлены Законом Республики Крым от 5 июня 2014 года № 15-ЗРК «Об установлении границ муниципальных образований и статусе муниципальных образований в Республике Крым».